# Hylke (plaats)
Hylke is een plaats in de Deense regio Midden-Jutland, gemeente Skanderborg. De plaats telt 401 inwoners (2008).
- Library of Congress Control Number: n81045140
- Nationale Bibliotheek van Israël: 987007557196505171
- Virtual International Authority File: 127849895